# Passaporto estone
Il passaporto estone (Eesti kodaniku pass) è un documento di identità rilasciato ai propri cittadini dalla Repubblica d’Estonia per i loro viaggi fuori dall'Unione europea e dallo Spazio economico europeo.
Vale come prova del possesso della cittadinanza estone ed è necessario per richiedere assistenza e protezione presso le ambasciate estoni nel mondo.
Oltre a permettere al portatore di viaggiare all'estero e a servire come indicazione della cittadinanza estone, il passaporto facilita il processo di ottenere l'assistenza di funzionari consolari estoni all'estero o di altri Stati membri dell'Unione europea nel caso in cui un consolato estone sia assente, se necessario. Se un cittadino estone desidera ricevere un documento d'identità, in particolare un passaporto estone, in un luogo diverso dalla rappresentanza estera della Repubblica di Estonia, allora il portatore della cittadinanza estone che soggiorna all'estero potrebbe ricevere i documenti di viaggio nelle ambasciate di qualsiasi paese dell'UE in tutto il mondo pagando 50 euro. Molti paesi richiedono una validità del passaporto non inferiore a 6 mesi e una o due pagine bianche.
Ogni cittadino estone è anche cittadino dell'Unione europea. Il passaporto, insieme alla carta d'identità nazionale permette il libero diritto di movimento e residenza in qualsiasi stato dell'Unione Europea, dello Spazio Economico Europeo e della Svizzera.

## Tipi di passaporto
Per i cittadini estoni, oltre ai passaporti ordinari, vengono rilasciati anche passaporti diplomatici e di servizio per coloro che si qualificano per il possesso di tali documenti.

## Caratteristiche
Il passaporto estone rispetta le caratteristiche dei passaporti dell'Unione europea.
La copertina è di colore rosso borgogna con lo stemma della Repubblica d’Estonia al centro. Le scritte " EUROOPA LIIT " e  " EESTI " sono sopra lo stemma mentre la parola " PASS " è in basso.
Nel passaporto biometrico (e-passport) compare anche l'apposito simbolo  

### Pagina dei dati anagrafici
La pagina dei dati anagrafici di un passaporto estone include le seguenti informazioni:
- Foto del titolare del passaporto (Larghezza: 40mm, Altezza: 50mm; Altezza testa (fino alla sommità dei capelli): 75%; Distanza dalla parte superiore della foto alla parte superiore dei capelli: 6%)
- Tipo (P per i passaporti ordinari)
- Codice dello Stato di emissione (EST)
- Numero di passaporto
- Cognome
- Nomi
- Cittadinanza (Eesti/Est)
- Data di nascita
- Numero di identificazione personale
- Sesso
- Luogo di nascita
- Data di rilascio
- Autorità
- Data di scadenza
- Firma del titolare

La pagina di informazioni termina con la zona a lettura ottica che inizia con P<EST.

### Nota sul passaporto
I passaporti estoni rilasciati tra il febbraio 2002 e il maggio 2007 contengono una nota dello stato emittente che è indirizzata alle autorità di tutti gli altri stati, identificando il portatore come cittadino di quello stato e chiedendo che gli sia permesso di passare e di essere trattato secondo le norme internazionali. La nota all'interno dei passaporti estoni afferma:
The holder of this passport is under the protection of the Republic of Estonia. The Government of the Republic of Estonia hereby requests all civil and military authorities to permit the holder of this passport to pass freely without let or hindrance and in case of need to give all lawful aid and protection.

### Lingue
La pagina dei dati/pagina informativa è stampata in estone, inglese e francese.